# Josef Brazdovics
Josef Brazdovics (* 8. April 1904 in Wien; † 15. Juni 1969) war ein österreichischer Feuerwehrmann, Sozialdemokrat, Februarkämpfer des Jahres 1934 und
Widerstandskämpfer gegen den Nationalsozialismus.

## Leben und Wirken
Brazdovics gehörte in der Zwischenkriegszeit der Sozialdemokratischen Arbeiterpartei Österreichs und dem
Republikanischen Schutzbund an. Nach den Februarkämpfen 1934 war er sechs Monate im Anhaltelager Wöllersdorf interniert. Nach dem „Anschluss“ 1938 stellte er einen Antrag auf Aufnahme in die NSDAP und behauptete, bereits im Jänner 1935 der NSDAP, Bezirksgruppe Meidling angehört zu haben. Die NSDAP lehnte den Aufnahmeantrag aus Rücksicht auf seinen politischen Hintergrund und die ungarische Herkunft seiner Mutter ab. Der Historiker Florian Wenninger bewertet das Aufnahmegesuch in die NSDAP als „Alibi‐Handlung eines Oppositionellen“. Im Oktober 1943 wurde Brazdovics als Mitglied einer kommunistischen Zelle in der Wiener Feuerschutzpolizei verhaftet, wegen „Hochverrat“ zu fünf Jahren Gefängnis verurteilt und in das Konzentrationslager Mauthausen überstellt.